# 松本正彦
松本 正彦（まつもと まさひこ、1934年11月24日 - 2005年2月14日 ）は、日本の漫画家。大阪府大阪市都島区出身。それまでの漫画に代わるものとして「駒画」を提唱し、その後の劇画誕生に重要な役割を果たす。1980年以降は切り絵作家として活動した。

## 略歴
1934年（昭和9年）11月24日、大阪市都島区に生まれる。父親は学校の校長をしており厳格な家庭に育った。読んでいた漫画を目の前で破り捨てられた事もあったが、父親が死去するとふたたび漫画を読み始める。手塚治虫の貸本漫画に多大な影響を受ける。
1952年、大阪・日の丸文庫に漫画を持ち込む。持ち込んだ漫画はSF物であったため社長の山田秀三は難色を示し、学園物の執筆を依頼。1953年に単行本「坊ちゃん先生」で漫画家デビュー。日の丸文庫のトップ漫画家として以後活躍する。1956年1月にオムニバス形式の単行本「都会の虹」を発表。これがのちの「探偵ブック 影」の原案となる。1956年11月に発表した単行本「吸血獣」で「駒画」の呼称を初めて使用する。（辰巳ヨシヒロが劇画の呼称を使う1年以上前にあたる）。同じく日の丸文庫で活動していた辰巳ヨシヒロ、さいとう・たかをの3人で共同生活を行ったのち、先輩漫画家の久呂田まさみに誘われ1958年に上京し、東京都国分寺に生活拠点を移す。しばらく「駒画」の名称に拘っていた松本であったが仲間の説得に折れ、1959年、劇画工房に参加。
1960年代中盤以降、土曜漫画などの大人漫画に移行し、1970年代にギャグ漫画「かあちゃんキック」（1972年）、「パンダラブー」（1973年）をひばり書房より発表。その後「ゴルゴ13」 の原作執筆や、小学館ビッグコミックに自伝漫画「劇画バカたち」の連載などを経て、1980年代より切り絵作家に転向。高島屋、東急、銀座松屋、京王などの都内百貨店やギャラリーで毎年個展を開催する。
2000年にギャグ漫画作品「パンダラブー」が大西祥平・浅川満寛により「ひよこ書房」という名義で復刻され、2002年に青林工藝舎から正式復刻される。
2003年、銀座のギャラリー悠玄にて最後の個展を開く。個展の最中に胃ガンが見つかり胃の全摘手術を受ける。2005年2月14日、スキルス性胃ガンのため永眠。享年70歳。同年、ギャラリー214にて追悼展。
2008年、河口湖ミューズ館にて切り絵作品だけを集めた回顧展を開催。2009年には貸本時代の作品を集めた「松本正彦駒画作品集 隣室の男」（小学館クリエイティブ）、1970年代の抒情的な傑作を集めた「たばこ屋の娘」（青林工藝舎）、劇画誕生を描いた「劇画バカたち」（青林工藝舎）が立て続けに出版される。2010年、「たばこ屋の娘」のフランス語版がフランスの出版社カンボラキスから出版され、コミックの祭典アングレームフェスティバルで、石ノ森章太郎の「佐武と市」、ちばてつやの「あしたのジョー」と並んで、Patrimoine賞（文化遺産賞）にノミネートされる。2011年7月、恵比寿のギャルリカプリス、2012年9月、原宿の積雲画像にて切り絵作品だけの個展が開催された。

## 作品リスト

### 貸本漫画時代
1953年
- 坊ちゃん先生（東洋出版社）
- 続坊ちゃん先生（八興）

1954年
- ユーモア学校（八興）
- 坊ちゃん探偵（日の丸文庫）
- サボテンくん（日の丸文庫）
- サボテンくん上京す（日の丸文庫）
- がんばれ三太（日の丸文庫）
- 大学の虎（日の丸文庫）
- 紫の魔王（日の丸文庫）

1955年
- 黒帯くん（日の丸文庫）
- 黒い鞄（日の丸文庫）
- 豪勇黒帯くん（日の丸文庫）
- 快男児（日の丸文庫）
- 地獄の顔（日の丸文庫）
- 人形紳士（日の丸文庫）

1956年
- 金色の悪魔（日の丸文庫）
- 都会の虹（日の丸文庫）
- 隣室の男（日の丸文庫）
- 濃霧（日の丸文庫）
- 生きていた人形（日の丸文庫）
- 闇に消える男（日の丸文庫）
- 復讐（日の丸文庫）
- 白雪（日の丸文庫）
- 吸血獣（日の丸文庫）
- 不知火村事件（日の丸文庫）
- 最後の凱歌・前編（日の丸文庫）
- 猫と機関車（日の丸文庫）
- 妖怪暗闇堂（日の丸文庫）

1957年
- 最後の凱歌・後編（日の丸文庫）
- 七彩の殺人（日の丸文庫）
- 山を裂く男（日の丸文庫）
- 闇に光る眼（日の丸文庫）
- 地獄から来た天使（セントラル文庫）
- 天狗岩の怪（セントラル文庫）
- 吠える拳銃（三島書房）
- 真紅の天幕（セントラル文庫）
- 燈台島の怪（三島書房）
- 人間岩（セントラル文庫）
- 夕立（セントラル文庫）
- 第9の部屋（三島書房）
- 校内殺人事件（三島書房）
- 葬られた男・前編（三島書房）
- 葬られた男・後編（三島書房）
- 右から3番目（三島書房）
- 怪奇虫男（若木書房）
- 東京暗黒街（金園社）
- 抜身京四郎（金園社）
- 地底の叫び・前編（日の丸文庫）
- 地底の叫び・後編（日の丸文庫）
- 二度目の埋葬（セントラル文庫）
- 呪いの人形（セントラル文庫）
- 上り終電車（日の丸文庫）

1958年
- 雪の日の殺人（金園社）
- 生ける死仮面（兎月書房）
- 陽炎（宝文館）
- 瓶の中の手記（日の丸文庫）
- 友ありて（セントラル文庫）
- 宇宙超特急（セントラル文庫）
- 指紋（セントラル文庫）
- 拳銃（ガン）（大宝出版）
- 嵐竜太郎１（セントラル文庫）
- 嵐竜太郎２（セントラル文庫）
- 人間花（日の丸文庫）
- 嵐竜太郎３（セントラル文庫）
- 暗闇の対決（日の丸文庫）
- 赤毛連盟（セントラル文庫）
- 嵐竜太郎４（セントラル文庫）
- 富士に立つ影・前編（セントラル文庫）
- 月高く鯉跳ねる（若木書房）
- 静かなる水のほとり（日の丸文庫）
- サーカス殺人事件（セントラル文庫）
- 銀座殺人事件（金竜出版社）
- 地獄へ消えろ（わかば書房）
- 富士に立つ影・後編（セントラル文庫）
- 街灯（若木書店）
- ゆらぐ銀嶺・前編（セントラル文庫）
- 轢かれた男・前編（セントラル文庫）
- 麻薬と拳銃（若木書房）
- 最後の取り引き（セントラル文庫）
- 切るんだ敬一（セントラル文庫）
- 雪の翌日（日の丸文庫）
- ゆらぐ銀嶺・後編（セントラル文庫）
- 拳銃街（若木書房）

1959年
- 轢かれた男・後編（日の丸文庫）
- 大都会交響楽１（セントラル文庫）
- 札束と拳銃（若木書房）
- 奇妙な生物（セントラル文庫）
- 大都会交響楽２（セントラル文庫）
- 雨降る夜（日の丸文庫）
- 春風と札束（セントラル文庫）
- 死体と拳銃（若木書房）
- 大都会交響楽３（セントラル文庫）
- 杖持つ老女（セントラル文庫）
- バラと拳銃（若葉書房）
- そうは問屋はおろさない（セントラル文庫）
- 陽はまた明日も昇る（セントラル文庫）
- やっかいな重荷（若木書房）
- 京介誕生記（日の丸文庫）
- どす黒い航海（セントラル文庫）
- 暗き処宝あり（兎月書房）
- 広い空の下（セントラル文庫）
- すてきなおもてなし（セントラル文庫）
- 東京ファイル（兎月書房）
- 鍵（若木書房）
- 犯罪山脈（セントラル文庫）
- 雷雨（兎月書房）
- どくろに頼む（若木書房）
- 昼なき男（セントラル文庫）
- 静かなる男（セントラル文庫）
- 海上殺人事件（若木書房）
- 発狂の街（日の丸文庫）
- 鉄の野獣（エンゼル文庫）
- 殺人アルバイト（セントラル文庫）
- 恐怖劇場（わかば書房）
- 決闘千畳ガ原（セントラル文庫）
- わたしの部屋（兎月書房）
- どぶ川（セントラル文庫）
- わたしのり出す（若木書房）
- 首（日の丸文庫）
- 証拠（セントラル文庫）
- 枯葉（セントラル文庫）
- 年賀状（セントラル文庫）
- 完全犯罪（日の丸文庫）
- 人形屋敷の怪（金園社）
- 白銀は招かないよ（セントラル文庫）
- ある殺人（セントラル文庫）
- 重たい影（日の丸文庫）

1960年
- 有楽町殺人事件（金園社）
- 桟橋まで200円（セントラル文庫）
- ミイラ（セントラル文庫）
- 復讐鬼（金園社）
- 400万円の破滅（中村書店）
- 裏窓（金園社）
- 涙を売る男（日の丸文庫）
- さまよう男（エンゼル文庫）
- 煙の如く忽然と（セントラル文庫）
- 隣室の女（セントラル文庫）
- トランペット（兎月書房）
- 阿蘇殺人事件・前編（金園社）
- 恐怖男まかり通る（エンゼル文庫）
- 40番街の殺し屋（セントラル文庫）
- いらっしゃい激餓亭です（金園社）
- 劇画家百態（エンゼル文庫）
- ぼくは知らない（中村書店）
- 阿蘇殺人事件・後編（金園社）
- 天狗（すずらん出版）
- 黒い背広と2本指（金園社）
- 芦ノ湖殺人事件（セントラル文庫）
- 横にいる死体（金園社）
- 黒い疑惑（すずらん出版）
- 木の足をした犬（セントラル文庫）
- 今夜もまた（すずらん出版）
- 秋雨（金園社）
- 雨の夜に死す（すずらん出版）
- 死神の尾行（セントラル文庫）
- 金もうけの話（エンゼル文庫）
- 大阪の灯（日の丸文庫）
- 脱獄（エンゼル文庫）
- 過去への旅路（金園社）
- 劇画界（すずらん出版）
- 見知らぬ男（セントラル文庫）
- 墓場ジャングル（すずらん出版）
- 鐘が鳴れば人が死ぬ（セントラル文庫）
- 消えた女（三洋社）

1961年
- 自殺する（エンゼル文庫）
- 彼女は知っていた（すずらん出版）
- つめたい風（セントラル文庫）
- 口笛は3度鳴る（三洋社）
- 大計画（日の丸文庫）
- 俺に手を出すな（セントラル文庫）
- 復讐の序曲（すずらん出版）
- あいつが殺った（セントラル文庫）
- おいなりさん（金園社）
- 地獄のピエロ（日の丸文庫）
- かしこい犬（セントラル文庫）
- 吠える野獣（すずらん出版）
- あとは俺が（ホープ書房）
- 野獣にむかう（セントラル文庫）
- 白球は飛ぶ（日の丸文庫）
- ハジキ右手に（ホープ書房）
- これさえあれば（セントラル文庫）
- 放たれた野獣（ホープ書房）
- こいつのおかげで（日の丸文庫）
- 手紙をうばえ（日の丸文庫）
- 出てきた男（セントラル文庫）
- 野獣死す時（ホープ書房）
- しくまれた罠（三洋社）
- 誰が殺した（セントラル文庫）
- 男を探せ（三洋社）
- 死神の恐怖（三洋社）
- 天使と野獣（日の丸文庫）
- 死んだ男（セントラル文庫）
- 顔（ホープ書房）
- ひきうけたぜ（セントラル文庫）
- 闇をふりむく（三洋社）

1962年
- 狂った番犬（ホープ書房）
- 幸福の手紙（セントラル文庫）
- 毛（日の丸文庫）
- 死線（三洋社）
- 学生アルバイト（セントラル文庫）
- 再会（ホープ書房）
- 闇を葬れ（日の丸文庫）
- ルガー08の男（ホープ書房）
- 暗黒地帯（セントラル文庫）
- どくろ夜行（セントラル文庫）
- 復帰（カムバック）（セントラル文庫）
- 波止場野郎（セントラル文庫）
- 頭にきちゃう（兎月書房）
- くもの巣（日の丸文庫）
- 地獄の椅子（セントラル文庫）
- 闇から闇へ（兎月書房）
- 無責任なアイツ（日の丸文庫）
- サボテン君（日の丸文庫）
- 死へ一歩（日の丸文庫）

### 貸本以降の主な作品
- 玩具戦争（東考社　1965）
- 東海道ヤジキタ道中記（土曜出版社　1966）
- ヘソゴマくん（東考社　1966）
- たばこ屋のあった横丁（一水社　1972）
- 遠いお祭り（リイド社　1972）
- かあちゃんキック（ひばり書房　1972）
- 鶴巻鳴子の恋人（リイド社　1973）
- パンダラブー（ひばり書房　1973）
- 踏切の向こう（リイド社　1973）
- 赤いキッス（リイド社　1973）
- 花の新宿（リイド社　1973）
- ラーメン街道（リイド社）
- どこかへ（土曜出版社　1973）
- 赤い靴（リイド社　1973）
- ハッピーちゃん（土曜出版社　1973-74）
- コーヒーの味（土曜出版社　1973）
- たばこ屋の娘（土曜出版社　1974）
- つるつる（土曜出版社　1974）
- 他人自身（小学館　1977）
- ああ荒川線（小学館　1978）
- 劇画バカたち！！（小学館　1979-83）
- 復刻版 パンダラブー（青林工藝舎　2002）
- 劇画バカたち！！（青林工藝舎　2009）
- 松本正彦駒画作品集「隣室の男」（小学館クリエイティブ　2009）
- たばこ屋の娘（青林工藝舎　2009）

### その他
- 完全復刻版　影・街（石川フミヤス、草川秀男、久呂田まさみ、さいとう・たかを、桜井昌一、佐藤まさあき、高橋真琴、辰巳ヨシヒロ、松本正彦）

## 参考資料
- 松本正彦 『松本正彦駒画作品集　隣室の男』 小学館クリエイティブ、2009年（巻末年譜）
- 松本正彦 『劇画バカたち』 青林工藝舎、2009年